# 鹿児島県立福山高等学校
鹿児島県立福山高等学校（かごしまけんりつ ふくやまこうとうがっこう）は、鹿児島県霧島市福山町福山にある同県立の高等学校である。
霧島市街地（国分・隼人）から10kmほど東に離れた、旧福山町の牧之原に位置する。2011年度より、伊佐・姶良学区と合併し姶良・伊佐学区となった。平成28年度は学区枠を設けない方針である。旧福山町に存在した鹿児島県立福山高校が普通科、福山町立牧之原高校（後に鹿児島県牧之原高校）が商業科・農業土木科（現在は閉科）の前身となる。

## 沿革
旧・福山高等学校
1918年、地元出身の実業家かつ政治家の田中省三が私財を投じて私立福山中学校（旧制中学校）を設立。第七高等学校造士館 (旧制)初代校長の岩崎行親を校長に迎えて県外から優秀な教師を集め、敬天塾と名付けた施設での全寮制や飛び級制度による早期教育などの特徴を持ち、教育界に知られた。
1945年に県立に移管され、学制改革によって県立福山高等学校となる。新・牧之原高等学校（現・福山高等学校）の設立により閉校。
旧・牧之原高等学校
町立福山高等学校として1948年に創立。1973年に鹿児島県牧之原高等学校と改称。新・牧之原高等学校（現・福山高等学校）の設立により閉校。
現・福山高等学校
上記の旧・福山高等学校を旧・牧之原高等学校に統合して、新・牧之原高等学校を設立。後に改称され、現在の名称「鹿児島県立福山高等学校」となる。
年表
- 1984年12月20日 - 鹿児島県立牧之原高等学校設立準備室設置。
- 1985年1月1日 - 鹿児島県立牧之原高等学校設置、4月8日に開校式。
- 1986年2月10日 - 特別教室棟竣工。
- 1986年2月14日 - 弓道場竣工。
- 1986年3月8日 - 管理棟竣工。
- 1987年4月1日 - 鹿児島県立福山高等学校に名称変更。
- 1988年2月13日 - 校旗・校歌推戴式を挙行。
- 1990年3月23日 - 普通科教室棟竣工。
- 1999年1月31日 - 大規模改修工事完工。
- 2004年3月18日 - 体育館改造工事完工。
- 2011年 - 農業土木科閉科。
- 2014年 - 創立30周年記念式典挙行。

## 関係者
- 田中省三 旧制福山中創設者[1] - 実業家、国会議員（衆議院）
- 岩崎行親 旧制福山中初代校長[1] - 教育者
- 龍野定一 旧制福山中校長[3] - 社会教育家、教育者
- 川上為治 旧制福山中出身者[4] - 国会議員（参議院）、通商産業官僚（中小企業庁長官）
- 古川哲史 旧制福山中出身者[4] - 哲学者（倫理学）、東京大学名誉教授、国際武道大学名誉教授